# Nicolás Guillén
Nicolás Cristobal Guillén Batista (Camagüey, 10 luglio 1902 – L'Avana, 16 luglio 1989) è stato uno scrittore cubano.

## Biografia
Studiò legge all'Università de L'Avana, ma rinunciò alla carriera legale per lavorare come tipografo e giornalista.
Nel 1936 venne arrestato insieme ad altri editori del giornale Mediodía, e a causa della repressione politica conobbe il carcere. L'anno seguente andò in Spagna dove partecipò alla guerra civile spagnola e a contatto con i combattenti repubblicani, aderì al Partito comunista.
Tornato in patria partecipò alle elezioni locali come candidato comunista nel 1940.
Malgrado gli Stati Uniti d'America gli negassero il visto d'ingresso, ebbe modo di visitare il Sud America, l'Europa e l'Asia e viaggiò per quasi 20 anni. Nel 1953 il regime di Batista decise di impedirgli la possibilità di far ritorno sull'isola e fino al 1958 Guillén visse in esilio, soprattutto a Parigi.
Tornato all'Avana, dopo la vittoria della Rivoluzione e la caduta di Batista, fu eletto presidente dell'Unione nazionale degli scrittori di Cuba.
Nel 1954 fu insignito del Premio Lenin per la pace.

## Poetica
Meticcio e figlio di uno schiavo, nella propria produzione letteraria Guillén ha affrontato importanti temi sociali come la condizione dei neri, la loro oppressione e speranza di riscatto.

Già all'epoca di Gustavo Machado scriveva il dramma dello sfruttamento dei macheteros nelle piantagioni di canna da zucchero.
Caratteristica peculiare dei suoi versi è l'utilizzo di espressioni onomatopeiche (come Sóngoro Cosongo e Mayombe-bombe) che evocano il suono dei tamburi e i ritmi del son. Sua fonte di ispirazione stilistica, infatti, sono tanto i classici europei quanto i canti popolari delle Antille.
Fu Nicolas Guillén che si riferì per primo a Cuba definendola "lunga lucertola verde con gli occhi d'acqua e di pietra", creando così il felice accostamento tra l'immagine del coccodrillo e la forma dell'isola che ancor oggi viene utilizzato.

## Opere
- Poemas de transición (1927-1931)
- Cerebro y corazón (1928)
- Motivos de son (1930)
- Sóngoro cosongo (1931)
- West Indies, Ltd. (1934)
- Cantos para soldados y sones para turistas (1937)
- España (1937)
- El son entero (1947)
- El soldado Miguel Paz y el sargento José Inés
- Elegías (1948-1958)
- La paloma de vuelo popular (1958)
- Tengo (1964)
- En algún sitio de la primavera (1966)
- El gran zoo (1967)
- La rueda dentada (1972)
- El diario que a diario (1972)
- Por el mar de las Antillas anda un barco de papel (1977)
- Sol de domingo (1982)
- Hay Que Tener Bolunta
- Balada de los dos abuelos

Molte sue opere sono state messe in musica da Paco Ibáñez e tra queste, in particolare, Soldadito Boliviano, dedicata alla morte di Che Guevara, che ebbe molto successo nel 1969. La poesia La Muralla è stato invece musicata da Inti Illimani e Quilapayún.
Da notare, infine, che la più nota composizione sinfonica di Silvestre Revueltas, intitolata Sensemayá, è basata sull'omonimo componimento poetico di Nicolás Guillén.
Tutta la sua opera è tradotta in italiano da Gordiano Lupi.

## Curiosità
Il cineasta cubano Nicolás Guillén Landrián è nipote di Nicolás Guillén.